# Clinozoisiet

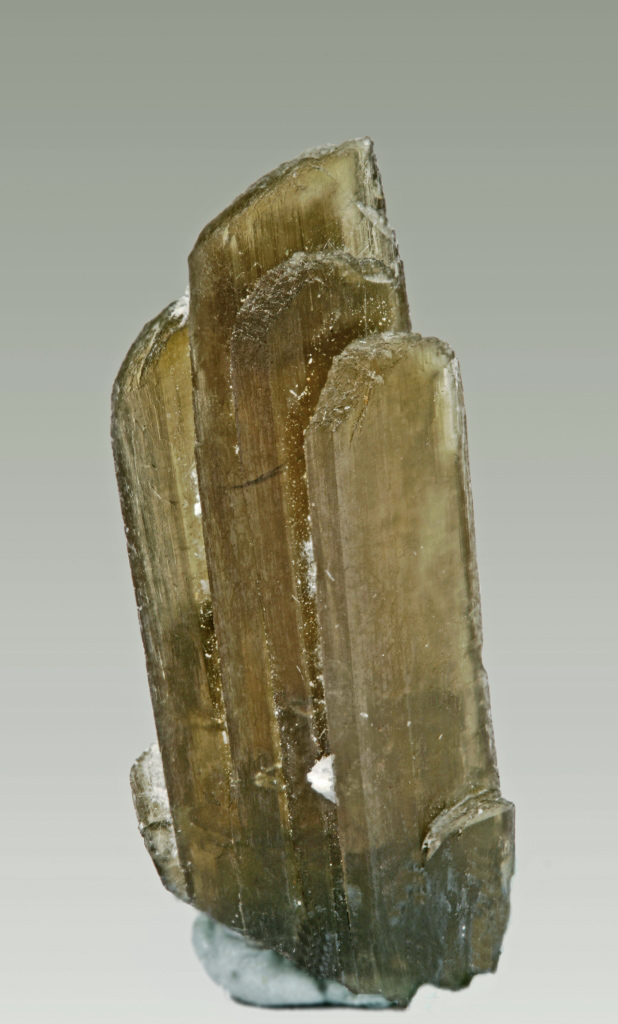
Clinozoisiet

Het mineraal clinozoisiet is een calcium-aluminium-silicaat met de chemische formule Ca2Al3Si3O12(OH). Het sorosilicaat behoort tot de epidoot-groep.

## Eigenschappen
Het kleurloze, grijze, groene of lichtgele clinozoisiet heeft een glasglans, een grijswitte streepkleur en een perfecte splijting volgens het kristalvlak [001]. De gemiddelde dichtheid is 3,34 en de hardheid is 7. Het kristalstelsel is monoklien en het mineraal is niet radioactief. De orthorombische variant van clinozoisiet wordt zoisiet genoemd.

## Naamgeving
Het mineraal clinozoisiet is net als zoisiet genoemd naar de Oostenrijkse natuurwetenschapper Siegmund Zois (1747 - 1819) en clinozoisiet is de monokliene variant van zoisiet.

## Voorkomen
Het mineraal clinozoisiet is een algemeen mineraal in metamorfe en pegmatitische gesteenten. Clinozoisiet wordt onder andere in San Juan county, Colorado, Verenigde Staten en in Alchuri, Shigar Skardu district in Pakistan gevonden.